# BHB賞
BHB賞（BHBしょう、BHB Awards）とは、英国競馬公社（BHB）が2003年に創設した、各年度の国際クラシフィケーションで最高の格付けを受けた各部門のイギリス平地競走馬と人物を表彰するための賞である。
競走馬部門は当該年度にイギリスでの出走経験があれば外国馬も対象となる。年度代表馬部門のみ選考委員会の投票で選出される。
2006年までこの賞はあったが、英国競馬統括機構（BHA）移譲後の2007年以降もこの賞があるのかは不明である。

## 表彰部門
- 競走馬
  - BHB賞年度代表馬
  - BHB賞最優秀2歳牡馬
  - BHB賞最優秀2歳牝馬
  - BHB賞最優秀3歳牡馬
  - BHB賞最優秀3歳牝馬
  - BHB賞最優秀古牡馬
  - BHB賞最優秀古牝馬
  - BHB賞最優秀スプリンター
  - BHB賞最優秀ステイヤー
- 人物
  - BHB賞最優秀騎手
  - BHB賞最優秀見習騎手
  - BHB賞最優秀調教師
  - BHB賞最優秀馬主

## 年度代表馬
| 年     | 受賞馬           | 性齢 | 年度成績 （年度G1勝ち鞍）                                                                                         | 生産者                   | 調教師                 | 馬主                                     |
| ------ | ---------------- | ---- | --- | ------------------------ | ---------------------- | ---------------------------------------- |
| 2003年 | ファルブラヴ     | 牡5  | 10戦5勝 イスパーン賞 エクリプスステークス インターナショナルステークス クイーンエリザベス2世ステークス 香港カップ | フランチェスカファーム   | ルカ・クマーニ         | スクデリーア・ランカティ 吉田照哉        |
| 2004年 | ウィジャボード   | 牝3  | 5戦4勝 オークス アイリッシュオークス ブリーダーズカップ・フィリー&メアターフ                                      | スタンレー牧場           | エドワード・ダンロップ | 第19代ダービー伯爵エドワード・スタンリー |
| 2005年 | モティヴェーター | 牡3  | 5戦2勝 ダービーステークス                                                                                         | ディアフィールドファーム | マイケル・ベル         | ロイヤル・アスコット・レーシング・クラブ |